# مایدو پایو
مایدو پایو (استونیایی: Maido Pajo؛ زادهٔ ۲۴ اکتبر ۱۹۵۰) حقوقدان، سیاستمدار و نماینده سابق مجلس اهل استونی است.